# Persephone Station
Persephone Station es una novela de ciencia ficción de 2021 de Stina Leicht.

## Tema
La novela se ha destacado por su elenco casi exclusivamente femenino o no binario, además de presentar múltiples personajes queer. Leicht ha declarado que se inspiró para escribir el libro después de sentirse decepcionada por la falta de diversidad en Los siete magníficos.

## Recepción
Varios críticos comentaron sobre el ritmo del libro, y Jason Sheehan de NPR afirmó que "después de los golpes de la apertura, el medio juego ocurre en una especie de vacío sin propulsión y sin apuestas". Los críticos también destacaron a menudo a los personajes como uno de los puntos fuertes de la novela, y Ralph Harris de BookPage afirmó que "Después de crear un vínculo tan sincero con sus personajes, Persephone Station ofrece al lector una historia positiva y entretenida de valor y determinación en la que el la voluntad de hacer el bien prevalece a pesar del gran costo."
El Chicago Review of Books afirmó que la novela "parece importante ahora, mientras la explotación y la violencia continúan en nuestro planeta".

## Historial de publicación
- Saga Press (2023): ISBN 9781534414594